# Europäisches Zollinformationsportal
Das Europäische Zollinformationsportal (European Customs Information Portal / ECIP)  ist ein Schulungs- und Informationsportal der Generaldirektion der europäischen Kommission für Steuern und Zollunion für Unternehmen, die Güter in die EU importieren und Güter aus der EU exportieren. Es informiert über die Regeln im EU Import-, Export- und Transitgeschäft. Im ersten Stadium konzentriert sich das ECIP-Portal auf die Sicherheitsänderung des Zollkodex, die seit dem 1. Juli 2009 in Kraft ist.
Das ECIP soll ein Zugangspunkt für Informationen zum Transport von Gütern in die EU und aus der EU heraus sein. Das Portal will die Schritte im Import-, Export- und Transitprozess erklären. Zudem bietet es einen Überblick über die rechtlichen Rahmenbedingungen der Prozeduren und deckt Informationen (politische Richtlinien, Datenbanken, Hilfsangebote) aus der Kommission und den Mitgliedstaaten ab. 
Zusätzlich erhalten Unternehmer  Links zu Online-business Datenbanken, wie die Datenbank über den integrierten gemeinschaftlichen Zolltarif (TARIC) oder über das MwSt. Informationsaustauschsystem (VIES). Außerdem besteht die Möglichkeit auf E-Learning-Kurse zuzugreifen und Kontaktdaten von Informationsstellen der Mitgliedstaaten abzurufen. 
ECIP wurde in Zusammenarbeit mit den Mitgliedstaaten und mit Angehörigen von Unternehmerverbänden entwickelt. 
Am 31. Dezember 2013 wurde das Portal geschlossen und bleibt ab dem 3. Januar 2014 als Archiv verfügbar.